# Природні заповідники Білорусі

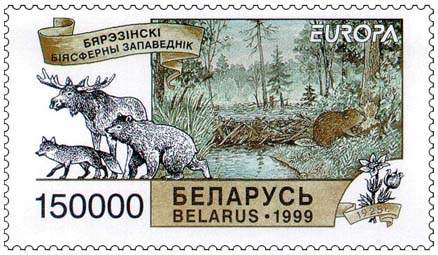
Березинський біосферний заповідник. Поштова марка Білорусі.

Природні заповідники Білорусі — це природоохоронні, науково-дослідні установи загальнодержавного значення, покликані зберігати в природному стані типові або виняткові для даної ландшафтної зони природні комплекси з усією сукупністю їх компонентів, вивчати природні процеси і явища, що відбуваються в них, розробляти наукові засади охорони навколишнього середовища, ефективного використання природних ресурсів та екологічної безпеки. Ділянки землі та водного простору, що належать до заповідників, вилучаються з господарського користування. Заповідник — вища форма охорони природних територій, природна лабораторія, де ведуться комплексні наукові дослідження. Заповідники є в кожному великому природному комплексі.
Зараз на території Білорусі налічується 2 природні заповідники.

## Історія
- 1925 — у БРСР створено перший заповідник — Березинський.
- 1939 — на приєднаній до БРСР території створено заповідник Біловезька пуща.
- 1969 — створено Прип'ятський заповідник.
- 1988 — створено Поліський заповідник.
- 1991 — заповідник Біловезька пуща переформатований в національний парк.
- 1996 — Прип'ятський заповідник переформатований в національний парк, його площа стала більшою.

## Перелік природних заповідників
Нижче представлений список природних заповідників на території Білорусі.
| Назва | Зображення                                            | Площа, км² | Утворено | Карта                                                 | Розташування                                                                                   | Опис |
| --- | ----------------------------------------------------- | ---------- | -------- | ----------------------------------------------------- | ---------------------------------------------------------------------------------------------- | --- |
| Березинський біосферний заповідник біл. Бярэзінскі біясферны запаведнік                                       | Березинський біосферний заповідник                    | 1140       | 1925     | Березинський біосферний заповідник                    | Мінська, Вітебська область 54°43′15″ пн. ш. 28°20′21″ сх. д. / 54.7208° пн. ш. 28.3392° сх. д. | Створений для охорони й розведення рідкісних видів тварин, які занесені в національну Червону книгу (спочатку створювався для охорони бобрів), і птахів.                                                                          |
| Поліський державний радіаційно-екологічний заповідник біл. Палескі дзяржаўны радыяцыйна-екалагічны запаведнік | Поліський державний радіаційно-екологічний заповідник | 2162       | 1988     | Поліський державний радіаційно-екологічний заповідник | Гомельська область 51°38′49″ пн. ш. 29°59′00″ сх. д. / 51.6469° пн. ш. 29.9834° сх. д.         | Заповідник створений з метою радіобіологічних та екологічних досліджень. У зв'язку зі зняттям антропогенного навантаження і багатством рослинного світу тут створилися, по суті, ідеальні умови для відновлення тваринного світу. |